# Wolfgang Glaesemer
Wolfgang Glaesemer (* 14. März 1899 in Riemberg; † 10. April 1999 in Lenggries) war ein deutscher Oberst im Zweiten Weltkrieg.

## Militärische Karriere
Am 20. Juli 1944 erhielt Oberst Wolfgang Glaesemer, zu dieser Zeit Kommandeur der Panzertruppenschule II in Krampnitz, von den Aufständischen den Befehl, sich mit seinen Panzern in die Stadt Berlin zu bewegen. Er selbst sollte sich in der Bendlerstraße melden um weitere Instruktionen zu empfangen. Nachdem Friedrich Olbricht vergeblich versucht hatte ihn zur Teilnahme am Putsch zu bewegen, ließ er ihn verhaften. Glaesemer beauftragte seinen Ordonnanzoffizier, der nicht unter Arrest stand, die Generalinspektion der Panzertruppen in Berlin zu unterrichten, dass ausschließlich Befehle der Generalinspektion befolgt werden sollten.
Obwohl schon mehrere Panzer an der Siegessäule standen, hatten die Aufständischen auf diese keinen Zugriff. Glaesemer entkam, indem er vorgab den Befehlen Friedrich Olbrichts Folge zu leisten und das Kommando über seine Panzertruppe zu übernehmen.
Am 16. August 1943 erhielt Glaesemer die Führung der 7. Panzer-Division von Hans Freiherr von Funck, bis zum Eintreffen des Generalmajor Hasso von Manteuffel am 20. August 1943. Das zweite Mal erhielt er die Führung über die 7. Panzer-Division vom 28. bis 30. Januar 1944. 1943 war er Kommandeur des Panzergrenadier-Regiment 6. In dieser Stellung war Glaesemer am 12. Februar 1943 mit dem Ritterkreuz des Eisernen Kreuzes ausgezeichnet worden. Bereits am 21. Februar hatte er das Deutsche Kreuz in Gold erhalten.